# 吉薩金字塔群

吉薩金字塔群區地圖

吉薩金字塔群（阿拉伯语：أهرام الجيزة）是指一片埃及吉薩的陵墓群，於1979年登入聯合國教科文組織世界遺產，於2007年7月7日獲選為世界新七大奇蹟中的榮譽奇蹟。陵墓群建於埃及第四王朝，主要由三個金字塔組成，而當中最大的是胡夫金字塔（又稱「大金字塔」），同時也是古代世界七大奇蹟中最古老及唯一尚存的建築物，現在旁邊還設立了太陽船博物館；次大的是卡夫拉金字塔；最小的是孟卡拉金字塔。此外，在這三個主要金字塔旁有著名的獅身人面像和3座屬於皇后的小型金字塔。吉薩金字塔群是联合国教科文组织世界遗产孟菲斯及其墓地金字塔的一部分。

## 胡夫金字塔
胡夫金字塔是三者中最高也是最古老的金字塔，它也是世界上现存的最大的金字塔，埋葬的是埃及第四王朝时期的法老胡夫。它的四个边分别对应东南西北四个方向，误差很小。由于常年的风吹日晒，塔高已经由原先的146.5米变为137米，边长接近230米。胡夫金字塔由230万块巨石搭建而成，最重的石块可达50吨，最小的也有1.5吨。不过胡夫金字塔并非由这230万块石头简单堆砌而成，硬质的扶壁和软质的填石层构成了类似树木年轮的金字塔结构。因而，如果金字塔的一部分发生坍塌也不至于使整体崩坏。这些巨大的石头都为石灰岩，是从尼罗河东岸的图拉采石场开采、运输过来的。因为没有车轮，当年的埃及人可能是使用圆木运输的。金字塔的外面原先还有白色的石灰岩，因为地震、偷窃等原因如今外部的石块已经不复存在。根据公元前5世纪的古希腊学者希罗多德的记载，建造这样的金字塔需要10万人劳动20年。
胡夫金字塔的内部有三个墓室，第一个位于地下，是在岩基上开凿出来的。第二个高于地平面，最初的一批探险者称其为女王墓室。然而后来根据研究得知这个墓室并没有埋葬胡夫的妻子，可能是放置法老自己的神像。第三个则是法老的墓室，它里面放置的红色花岗岩石棺几乎位于金字塔的正中心。

## 卡夫拉金字塔
卡夫拉是仅次于胡夫金字塔的第二大金字塔，由胡夫的继任者卡夫拉建造。虽然它的高度只有136米不及胡夫的金字塔，然而它建在了一块高地上，看上去似乎更为高大，同时周围的附属设施也更为复杂。据估计它一共用了488万吨的石头，它的坡度为53°，大于胡夫金字塔的51°。在金字塔的主墓室内有一个石棺，但是金字塔内部没有任何标记，甚至无法判断墓室内是不是埋葬了什么人。这个金字塔有两个上下排列，位于同一方向的入口。较高的那个距离地面15米，如今它是出入口。通往墓室的通道角度为25°，墙上贴着红色的花岗岩。较低的通道曾经有一个吊闸，可以用来关闭入口。这个通道的角度同它上面的那个完全一致，底下的通道内有一个开凿在岩基上的墓室。不过这个墓室没有完工，也没有投入使用。卡夫拉金字塔的顶部依然残留了一些石灰石，同胡夫金字塔一样，在1818年近代探险家进入金字塔内之前，它就曾被偷窃过。
卡夫拉金字塔面前是著名的狮身人面像斯芬克斯，它长73.5米，高20米。然而狮身人面像的意义以及其制造者都是一个謎。斯芬克斯其实是希腊的舶来品，在希腊神话中，这是一种狮身人面长着翅膀的雌性。斯芬克斯的头部和身体不成正比，有人认为这是因为现在头像是后来重新雕刻的。不过，考虑到斯芬克斯身体部分出现的多道裂缝，很有可能是工匠们不得已之下延长了身体，造成了现在的这种比例。原先用于支撑它头部的胡须，如今位于大英博物馆内。可是它的鼻子是何时以及如何消失的却很难搞清楚，根据16、17世纪时法国探险者的画像，当时它仍然有鼻子。后来的一些图像作者，实际上并没有亲眼见过斯芬克斯。等到19世纪拿破仑入侵埃及时，它的鼻子已经消失了。

## 孟卡拉金字塔

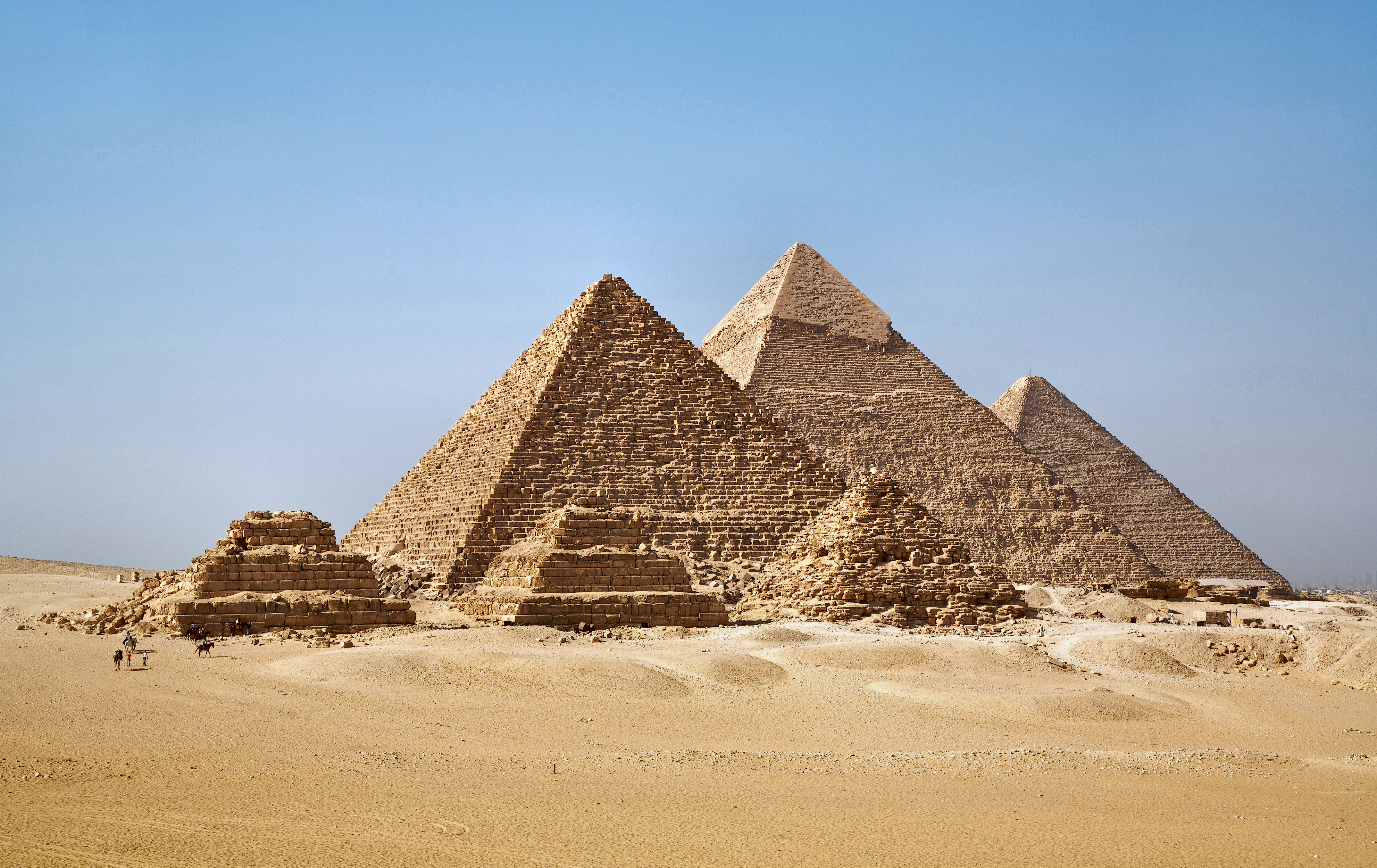
由近及远，分别是三座小金字塔、孟卡拉、卡夫拉和胡夫金字塔

孟卡拉是第四王朝时期的第16位法老，孟卡拉金字塔远小于前两座金字塔，它的高度只有大约65米，总体积大约只有卡夫拉金字塔1/10。不同于外面包覆石灰石的胡夫金字塔，孟卡拉金字塔底部包覆的是花岗岩。它内部的墓室同样也使用了花岗岩，开采难度要比石灰石高出许多。孟卡拉死得较为突然，他的金字塔也被迫停工，后来可能是他的继任者用土砖完成了剩余的建造工作。
孟卡拉金字塔的周围还有三座小型金字塔，不过似乎都没有完工。最大的那个完成度较高，就像孟卡拉金字塔一样，它也是由部分花岗岩构成的。

## 另見
- 埃及金字塔
- 埃及金字塔列表
- 最大巨石列表（英语：List_of_largest_monoliths）
- 特奧蒂瓦坎
- 埃及概況（英语：Outline_of_Egypt）

## 外部連結
- Giza Plateau （页面存档备份，存于）
- Pyramids in Giza – Pictures of Giza Pyramids published under Creative Commons License.
- Website of the Ancient Egypt Research Associates （页面存档备份，存于）, researching Giza for over 30 years
- 3D virtual tour explaining Houdin's theory 的存檔，存档日期28 July 2011. (plug in needed)
- The Giza Archives at Harvard University （页面存档备份，存于） – since 2010, the Old Giza Project website 的存檔，存档日期11 October 2008. maintained by the Museum of Fine Arts, in Boston, has moved to Harvard University with an improved, expanded website. This website is a comprehensive resource for research on Giza. It contains photographs and other documentation from the original Harvard University – Boston Museum of Fine Arts Expedition (1904 to 1947), from recent MFA fieldwork, and from other expeditions, museums, and universities around the world.